# Плунце
Плунце (ранији назив Плумци) је насеље у општини Рожаје у Црној Гори. Према попису из 2003. било је 175 становника (према попису из 1991. било је 182 становника).

## Демографија
У насељу Плумци живи 112 пунолетних становника, а просечна старост становништва износи 29,5 година (30,5 код мушкараца и 28,6 код жена). У насељу има 32 домаћинства, а просечан број чланова по домаћинству је 5,47.
Становништво у овом насељу веома је хетерогено, а у последња три пописа, примећен је пад у броју становника.
|  |

| Демографија | Демографија | Демографија |
| Година      | Становника  | Становника  |
| ----------- | ----------- | ----------- |
|             |             |             |
|             |             |             |
|             |             |             |
|             |             |             |
| 1948.       | 192         |             |
| 1953.       | 216         |             |
| 1961.       | 242         |             |
| 1971.       | 186         |             |
| 1981.       | 195         |             |
| 1991.       | 182         | 180         |
| 2003.       | 206         | 175         |
|             |             |             |

| Етнички састав према попису из 2003.‍ | Етнички састав према попису из 2003.‍ | Етнички састав према попису из 2003.‍ | Етнички састав према попису из 2003.‍ | Етнички састав према попису из 2003.‍ |
| ------------------------------------ | ------------------------------------ | ------------------------------------ | ------------------------------------ | ------------------------------------ |
|                                      |                                      |                                      |                                      |                                      |
| Албанци                              | Албанци                              |                                      | 91                                   | 52,0%                                |
| Бошњаци                              | Бошњаци                              |                                      | 83                                   | 47,42%                               |
| непознато                            | непознато                            |                                      | 0                                    | 0,0%                                 |

| Година пописа     | 1948. | 1953. | 1961. | 1971. | 1981. | 1991. | 2003. |
| ----------------- | ----- | ----- | ----- | ----- | ----- | ----- | ----- |
| Број домаћинстава | 30    | 31    | 37    | 28    | 30    | 30    | 33    |

| Број чланова      | 1  | 2 | 3 | 4 | 5 | 6 | 7  | 8 | 9 | 10 и више | Просек |
| ----------------- | -- | - | - | - | - | - | -- | - | - | --------- | ------ |
| Број домаћинстава | 32 | 3 | 2 | 1 | 4 | 4 | 10 | 5 | 1 | 1         | 1      |

| Пол    | Укупно | Неожењен/Неудата | Ожењен/Удата | Удовац/Удовица | Разведен/Разведена | Непознато |
| ------ | ------ | ---------------- | ------------ | -------------- | ------------------ | --------- |
| Мушки  | 61     | 22               | 31           | 2              | 0                  | 6         |
| Женски | 60     | 13               | 31           | 8              | 2                  | 6         |
| УКУПНО | 121    | 35               | 62           | 10             | 2                  | 12        |

| Пол    | Укупно                    | Пољопривреда, лов и шумарство | Рибарство                            | Вађење руде и камена | Прерађивачка индустрија       |
| ------ | ------------------------- | ----------------------------- | ------------------------------------ | -------------------- | ----------------------------- |
| Мушки  | 20                        | 5                             | 0                                    | 0                    | 3                             |
| Женски | 5                         | 2                             | 0                                    | 0                    | 1                             |
| УКУПНО | 25                        | 7                             | 0                                    | 0                    | 4                             |
| Пол    | Производња и снабдевање   | Грађевинарство                | Трговина                             | Хотели и ресторани   | Саобраћај, складиштење и везе |
| Мушки  | 0                         | 2                             | 0                                    | 0                    | 3                             |
| Женски | 0                         | 0                             | 0                                    | 0                    | 0                             |
| УКУПНО | 0                         | 2                             | 0                                    | 0                    | 3                             |
| Пол    | Финансијско посредовање   | Некретнине                    | Државна управа и одбрана             | Образовање           | Здравствени и социјални рад   |
| Мушки  | 0                         | 0                             | 0                                    | 2                    | 0                             |
| Женски | 0                         | 0                             | 0                                    | 0                    | 0                             |
| УКУПНО | 0                         | 0                             | 0                                    | 2                    | 0                             |
| Пол    | Остале услужне активности | Приватна домаћинства          | Екстериторијалне организације и тела | Непознато            | Непознато                     |
| Мушки  | 0                         | 0                             | 0                                    | 5                    | 5                             |
| Женски | 0                         | 0                             | 0                                    | 2                    | 2                             |
| УКУПНО | 0                         | 0                             | 0                                    | 7                    | 7                             |